# Lejeunea cyclostipa
Lejeunea cyclostipa là một loài Rêu trong họ Lejeuneaceae. Loài này được (Taylor) Gottsche, Lindenb. & Nees mô tả khoa học đầu tiên năm 1847.